# Cheick Bathily
Cheick Oumar Bathily (* 10. Oktober 1982 in Quinzambougou, Bamako) ist ein ehemaliger malischer Fußballtorwart. Er nahm mit der malischen Fußballnationalmannschaft an den Olympischen Sommerspielen 2004 in Athen teil.

## Karriere
Bis 2009 spielte Bathily für den Djoliba AC und ging dann zum Rivalen CS Duguwolofila. Mehrfach wechselte er zwischen den beiden Vereinen hin und her.

### International
Bathily war 2004 Mitglied der malischen Fußballnationalmannschaft bei den Olympischen Sommerspielen. Das Team kam ins Viertelfinale, verlor aber gegen Italien und kam so auf Rang 5.